# Claude Grison

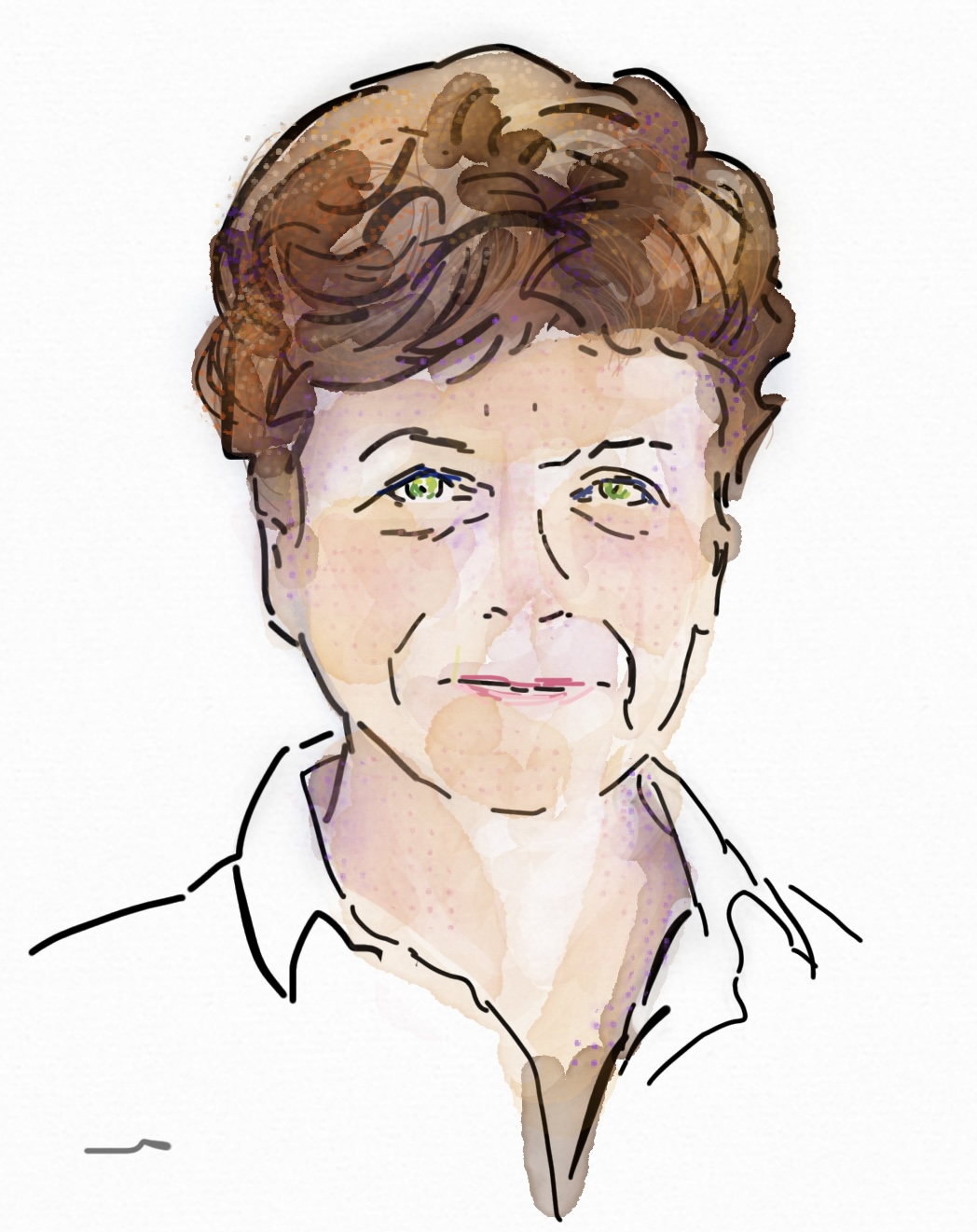
Claude Grison

Claude Grison (* 10. August 1960) ist eine französische Chemikerin.

## Leben

### Chemie
Zu Beginn ihrer Karriere entschied sich Claude Grison für das Studium der Chemie des Lebens. Sie absolvierte ihr Studium der Chemie an der Universität Nancy und wurde dort Maître de conférences, was sie zu einer der jüngsten Hochschullehrerinnen Frankreichs machte. Im Jahr 2003 übernahm sie die Co-Leitung des Laboratoriums für biomolekulare organische Chemie in Montpellier. Ihr Hirsch-Index liegt im Januar 2020 bei 20.
Im Jahr 2005 entdeckte sie die Funktionsweise eines Enzyms, das für die Resistenz von Bakterien gegen Antibiotika wichtig ist.

### Ökologie
2008 orientiert sie sich neu in Richtung Ökologie, nachdem sie eine Anfrage von Studentinnen erhalten hat, die über die Verwendung von Pflanzen zur Beseitigung von Umweltverschmutzungen forschen. Daraufhin tritt sie dem Centre d'écologie fonctionnelle et évolutive (CEFE) in Montpellier bei. Sie arbeitet mit José Escarré, der einige Jahre zuvor die Fähigkeit mehrerer Arten zur Akkumulation von Schwermetallen entdeckt hatte.
Innerhalb von fünf Jahren meldet sie 25 CNRS-Patente an. Sie gilt als eine der Pionierinnen der Ökokatalyse, einem Forschungsfeld zwischen Ökologie und Chemie.
Claude Grison erforscht die Verwendung von Pflanzen zur Reinigung von Bergbaustandorten und zur Nutzung der von ihnen aufgenommenen Metalle. Ihre Forschung ermöglicht die Herstellung von mehr als 3500 komplexen Biomolekülen, die sonst nicht synthetisiert werden könnten. So können Pflanzen verschmutzte Böden aufwerten, indem sie giftige Metalle extrahieren.
Sie ist Forschungsdirektorin am CNRS und an der Universität Montpellier. Sie gründet und leitet das Labor Chimie bio-inspirée et innovations écologiques in Montpellier. Außerdem wird sie wissenschaftliche Beraterin von Stratoz, einem Start-up-Unternehmen und Chimex, einer Tochtergesellschaft von L’Oréal.

## Auszeichnungen
Im Jahr 2013 gewann sie den Forschungspreis Prix de la recherche.
Im Jahr 2014 erhielt sie die Innovationsmedaille des CNRS und den Innovationspreis für Umwelttechnologien des Agence nationale de la recherche (ANR).
Im Jahr 2015 wurde sie zur Ritterin der Ehrenlegion ernannt.
Im September 2016 erhielt sie den François-Sommer-Preis Mensch-Natur.
Seit 2021 ist sie Mitglied der European academy of sciences in der Sparte Chemie.
Im Jahr 2022 gewann sie den Europäischen Erfinderpreis in der Kategorie „Forschung“.